# Pangasius krempfi
Pangasius krempfi är en fiskart som beskrevs av Fang och Chaux, 1949. Pangasius krempfi ingår i släktet Pangasius och familjen Pangasiidae. IUCN kategoriserar arten globalt som sårbar. Inga underarter finns listade i Catalogue of Life.